# پرستاری پرواز
پرستار پرواز (به انگلیسی: Flight nurse) به‌طور مرسوم به فرد متخصص و آموزش دیده در شرایط اورژانسی و امدادونجات گفته می‌شود که توسط سیستم حمل و نقل هوایی و بالگرد به آسیب دیدگان، خدمات پرستاری ارائه می‌دهد.
- پرستاران پرواز باید معیارهای سطح ۳ سلامت پرواز را داشته باشند که از آن جمله آستانه تحملی بیش از پرستاران فعال در مراکز سطح زمین است.[۲]
- پرستار پرواز باید در زمینه تروما و مراقبت‌های اورژانس آموزش‌های لازم را دیده و مدرک آن را کسب کرده باشد.[۳]

## انواع
پرستار پرواز غیرنظامی
- پرستارانی که در بیمارستان‌های دولتی کار می‌کنند.

پرستار پرواز نظامی
- ارائه مدیریت خدمات پرستاری به عنوان عضوی در تیم پزشکی و دادن پوزیشن مناسب به بیمار و تریاژ هوایی مهم‌ترین مسئولیت این فرد است.[۴]